# Збірна Ватикану з футболу
Збірна Ватикану з футболу (італ. Selezione di calcio della Città del Vaticano) — футбольна команда, яка представляє місто-державу Ватикан. Це одна з восьми визнаних держав, яка не є членом УЄФА. Футбольна асоціація Ватикану заснована у 1972 році. Діючий президент федерації Серхіо Вальчі.

## Огляд
Команда Ватикану провела всього лише чотири міжнародні зустрічі, проти збірної Монако у 2002 і 2011 роках, Сан-Марино у 2006, і Палестини у 2010 році. Команда Ватикану складається з вояків Швейцарської гвардії і музейних охоронців.

## Форма
Шорти білі, футболки жовтого кольору з вузькими білими лініями з обох боків.

## Матчі
| 22 листопада 1994 | Ватикан | 0–0 | Сан-Марино B | Рим, Італія              |  |
|                   |         |     |              | Стадіон: Stadio Petriana |  |
|                   |         |     |              |                          |  |

| 23 листопада 2002 | Ватикан | 0–0 | Монако | Альбано-Лаціале, Італія |  |
|                   |         |     |        |                         |  |
|                   |         |     |        |                         |  |

| 7 травня 2011 | Ватикан | 1–2 | Монако | Альбано-Лаціале, Італія |  |
|               |         |     |        |                         |  |
|               |         |     |        |                         |  |

| 22 липня 2012 | Монако | 2–0 | Ватикан | Кап-д'Ай, Франція |  |
|               |        |     |         |                   |  |
|               |        |     |         |                   |  |

| 10 травня 2014 | Ватикан | 0–2 | Монако | Рим, Італія |  |
|                |         |     |        |             |  |
|                |         |     |        |             |  |

### Інші
| 3 лютого 2006 | Ватикан | 5–1 | SV Vollmond | Рим, Італія |  |
|               |         |     |             |             |  |
|               |         |     |             |             |  |